# Pak Riszop
Pak Riszop (hangul: 박리섭, handzsa: 朴利燮, RR: Pak Li-sup; 1944. január 6. –) észak-koreai válogatott labdarúgó.
Az észak-koreai válogatott tagjaként részt vett az 1966-os világbajnokságon.